# Філадельфійська митрополія УГКЦ
Філадельфі́йська митропо́лія — українська греко-католицька церковна провінція, створена 1958 року папою Пієм XII, до якої увійшли Філадельфійська архиєпархія, Стемфордська та Чиказька єпархії, а з 5 грудня 1983 — новоутворена Пармська єпархія.

## Історія
Митрополія веде початок від 1-го греко-католицького єпископа Стефана Ортинського, призначеного Ватиканом 1907 для греко-католицьких вірних у США з Австро-Угорщини. Єпископ Ортинський не мав повної юрисдикції над своїми вірними до 1913 року, коли йому надано квазієпархіальну владу. У 1913 філадельфійське єпископство мало 152 церкви, 43 місії і 154 священників, що обслуговували близько 500 000 вірних.
Після смерті єпископа Ортинського (1916) Ватикан призначив двох адміністраторів: одного для українців з Галичини і Буковини, а другого для закарпатців й інших уніатів-католиків з Угорщини. Цей поділ затверджено 1924 утворенням двох екзархатів: Філадельфійського для галичан(УГКЦ) (єпископ К. Богачевський) і Пітсбурзького — для закарпатців(МГКЄ) (єп. В. Такач; див. Пітсбурзька єпархія). Філадельфійський екзархат тоді нараховував 144 церкви, 102 священики і 237 500 вірних.
1956 року з екзархату виділено новий екзархат з осідком у Стемфорді; у філадельфійському залишилося 193 священники, що обслуговували 122 парафії (без місій і каплиць) та 220 000 вірних.
1958 року обидва екзархати піднесено до ступеня повних єпархій і з них утворено українську католицьку провінцію — Філадельфійську митрополію, їх екзархи стали правлячими єпископами. Першим митрополитом новоствореної митрополії був К. Богачевський; після його смерті (1961) митрополитом призначено стемфордського єпископа А. Сенишина. Одночасно створено нову Чиказьку єпархію з відокремленням від філадельфійської архієпархії середньо-західних і західних штатів. У 1961 році Філадельфійська архієпархія мала 97 парафій (не враховуючи 22 каплиць і З місій), 141 свящ. та 161 000 вірних.
У 1971 році іменовано єпископів-помічників В. Лостена й І. Стаха; у 1977 році після смерті А. Сенишина стемфордський єпископ Й. Шмондюк став філадельфійським митрополитом (помер 1978).
1979 року митрополитом став Мирослав Любачівський; у висліді його обрання на архієпископа-помічника львівського Верховного архієпископа, синод українських єпископів висунув кандидатом на Філадельфійського митрополита Степана Сулика, якого папа Іван Павло II затвердив 22.12.1980. Єпископом-помічником став Роберт Москаль (1982). Стан філадельфійської архієпархії на 1982: 111 парафій, 128 свящ., 167 500 вірних.
На її території працюють монаші спільноти: Отців Василіян, Редемптористів і Францисканців, Сестер Василіянок, Служебниць, Місіонарок і Пресвятого Серця; працює 16 цілоденних початкових шкіл, середня школа і коледж (дівочий), духовна семінарія у Вашингтоні. Виходить тижневик «Шлях» — «The Way». Великий кафедральний собор споруджено у Філадельфії 1966 року.
29 листопада 2000 року Степан Сулик подав у відставку і наступним митрополитом був обраний Степан Сорока. 18 лютого 2019 р., у Ватикані повідомлено про те, що Папа Франциск призначив владику Бориса Ґудзяка Архиєпископом-Митрополитом Філадельфійським УГКЦ в США, перенісши його з Паризької єпархії святого Володимира Великого.

## Допомога Україні
У 2022 році Філадельфійська архиєпархія УГКЦ спрямувала 0,66 млн євро для потреб благодійної організації Карітас України.

## Єпископи

### Правлячий митрополит
Борис Гудзяк — митрополит Філадельфійський

### Єпископи митрополії
- Павло Хомницький (ЧСВВ) — єпарх Стемфордський
- Богдан Данило — єпарх Пармський
- Венедикт Алексійчук — єпарх Чиказький

### Єпископи-емерити
- Стефан Сорока — митрополит-емерит Філадельфійський
- Василь Лостен — єпарх-емерит Стемфордський (був з 2006 року до смерті 15 вересня 2024 року[3])